# Тихомиров, Геннадий Александрович
Геннадий Александрович Тихомиров (род. 27 февраля 1938) — советский футболист, защитник. Мастер спорта СССР.
Выступал за ленинградские команды «Буревестник»/ЛТИ (1957—1958), «Адмиралтеец» (1959—1961), «Динамо» (1962—1965). Карьеру в командах мастеров завершил в 1966 году в клубе класса «Б» «Динамо» Таллин.
В чемпионате СССР в 1960—1963 годах провёл 105 матчей, забил один гол.
В 1970—1971 годах играл в чемпионате Ленинграда за «Шторм».